# Ai-tupuai
 (janvier 2019).
Ai-tupuai est, dans la mythologie tahitienne, la déesse de la guérison.